# 瑪格麗特 (雞尾酒)
玛格丽特（英語：Margarita）是一种用龙舌兰配制的鸡尾酒，以龙舌兰、柠檬汁和君度等成分兑成的，其杯口上通常粘有一层细盐（这是因为口中有一点盐味时龙舌兰酒的酒味会更好）。在炎热的夏季适合作为餐前酒。